# Капиталът
Вижте пояснителната страница за други значения на Капитал.
„Капиталът. Критика на политическата икономия“ (на немски: Das Kapital: Kritik der politischen Ökonomie, германско произношение [das kapiˈtaːl]), известен и само като „Капиталът“, е обширен трактат в три тома върху политическата икономия, написан от Карл Маркс и редактиран от Фридрих Енгелс. Книгата е критически анализ на капитализма.
Личното копие на Маркс на първия том на книгата, заедно с черновата на Манифеста на Комунистическата партия, създадени в сътрудничество с Енгелс, са включени в регистъра на ЮНЕСКО „Световна памет“, като „две от най-важните публикации на XIX век, имащи огромно влияние и до днес“. Записката в регистъра към тях отбелязва, че тези творби са имали изключително значение за развитието на социалистическите, комунистическите и други революционни движения през XIX и XX век, като, в частност, доктрината на марксизма е била основно вдъхновение за освободителните движения в много страни в Африка, Азия и Латинска Америка. В същото време, записката отбелязва и факта, че произведенията на Маркс и Енгелс са били тълкувани и използвани по начин, който „да оправдае репресиите и абсолютния контрол от страна на държавата върху гражданите“.
Единствено първият том е публикуван приживе на Маркс, през 1867 г. Другите томове са издадени от Енгелс по бележките на Маркс. „Критика на политическата икономия“ – една от ранните работи на Маркс, е почти изцяло включена в „Капиталът“, в началото на първия том. Самите бележки на Маркс в подготовката на „Капиталът“ са публикувани години по-късно под заглавието „Към критиката на политическата икономия“.
На български „Партиздат“ тиражира превод направен от руски език.